# Gaspar de Lemos

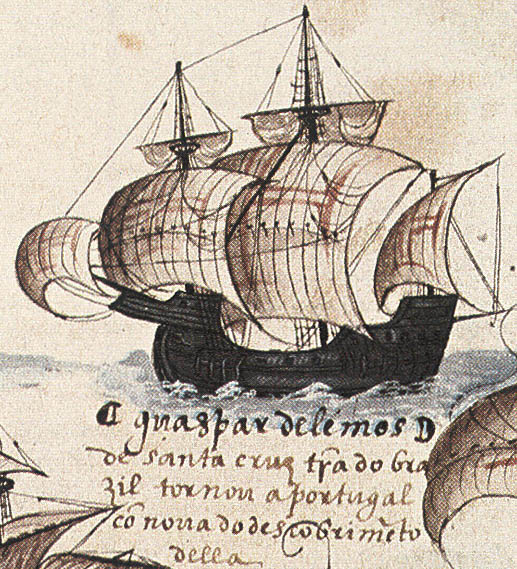
Karaka Gaspara de Lemosa

Gaspar de Lemos – portugalski żeglarz i odkrywca, żyjący w XV w.
Pochodził z nieszlacheckiej rodziny. Był kapitanem jednego z okrętów podczas wyprawy pod dowództwem Pedro Álvares Cabrala. Jej efektem był odkrycie Brazylii 22 maja 1500 roku. Przypisuje się mu odkrycie archipelagu Fernando de Noronha, który obecnie jest celem wielu wypraw turystycznych.